# Hạn hán ở Ấn Độ
Hạn hán ở Ấn Độ đã dẫn đến hàng chục triệu người chết trong suốt các thế kỷ 18, 19 và 20. Nông nghiệp Ấn Độ phụ thuộc rất nhiều vào khí hậu, mùa hè là mùa mưa với gió mùa tây nam cung cấp nguồn nước tưới tiêu cho các vụ mùa ở Ấn Độ. Ở một số vùng của Ấn Độ đặc biệt là các vùng hạn hán lớn như Đông Nam Maharashtra, Bắc Karnataka, Andhra Pradesh, Odisha, Gujarat, Telangana và Rajasthan, sự thiếu hụt của gió mùa dẫn đến tình trạng thiếu nước, khiến sản lượng cây trồng dưới mức trung bình.

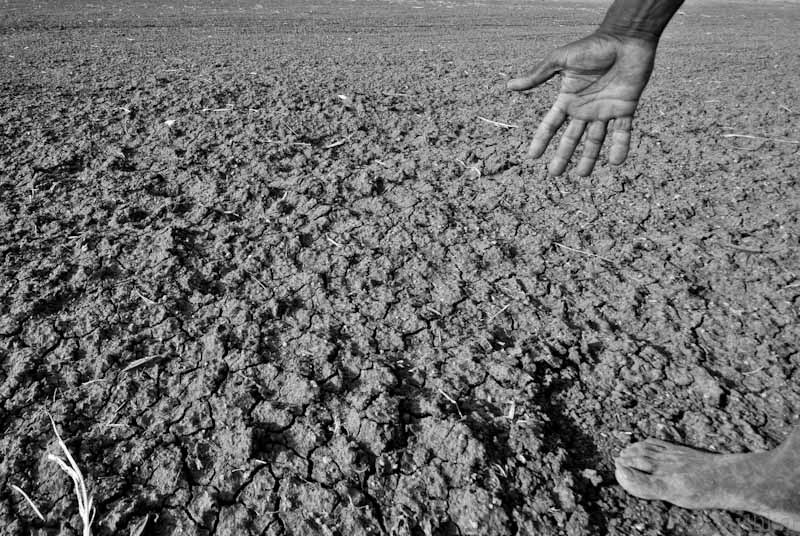
Hạn hán tại Karnataka, Ấn Độ, 2012

## Lịch sử
Trước đây, hạn hán dẫn đến nạn đói ở Ấn Độ nhiều lần, bao gồm nạn đói ở Bengal năm 1770, trong đó đến một phần ba dân số ở các khu vực bị ảnh hưởng; nạn đói năm 1876-1877, trong đó hơn năm triệu người đã chết; và nạn đói năm 1899, trong đó hơn 4,5 triệu người chết.

## Tác động của El Niño
Tất cả các giai đoạn hạn hán trầm trọng tương ứng với các sự kiện El Nino-Southern (ENSO). Hạn hán do El Nino gây ra sự sụt giảm định kỳ về sản lượng nông nghiệp của Ấn Độ. Tuy nhiên, hiện tượng ENSO làm cho nhiệt độ bề mặt nước biển Ấn Độ Dương cao bất thường - trong một trường hợp trong năm 1997 và 1998 lên đến 3 °C (5 °F) - đã dẫn đến sự bốc hơi đại dương tăng lên, khiến thời tiết Ấn Độ ẩm ướt bất thường. Một hiện tượng tương phản là thay vì kéo không khí ẩm ướt ở Nam Ấn Độ Dương, áp thấp ở Ấn Độ liên tục kéo không khí khô nóng từ Trung Á, làm không khí Ấn Độ trở nên hanh khô. Dòng chảy không khí đảo ngược này gây ra hạn hán ở Ấn Độ. ENSO cũng làm tăng nhiệt độ bề mặt nước biển ở giữa Thái Bình Dương, ảnh hưởng đến mức độ hạn hán. Khoảng 43 phần trăm hạn hán ở Ấn Độ xảy ra ngay sau khi các sự kiện El Nino xảy ra.

## Mở rộng
General overview
- "Country Guide: India". BBC Weather. Bản gốc lưu trữ ngày 25 tháng 5 năm 2005. Truy cập ngày 14 tháng 11 năm 2017.
- "India Water Portal".
- "India—Weather and Climate". High Commission of India, London. Bản gốc lưu trữ ngày 1 tháng 12 năm 2008. Truy cập ngày 14 tháng 11 năm 2017.
- Drought hit areas in Karnataka, in pictures Lưu trữ ngày 22 tháng 7 năm 2013 tại Wayback Machine

Maps, imagery, and statistics
- "India Meteorological Department". Government of India.
- "Weather Resource System for India". National Informatics Centre. Bản gốc lưu trữ ngày 29 tháng 4 năm 2007.

Forecasts
- "India: Current Weather Conditions". National Oceanic and Atmospheric Administration (NOAA).